# Mafonso

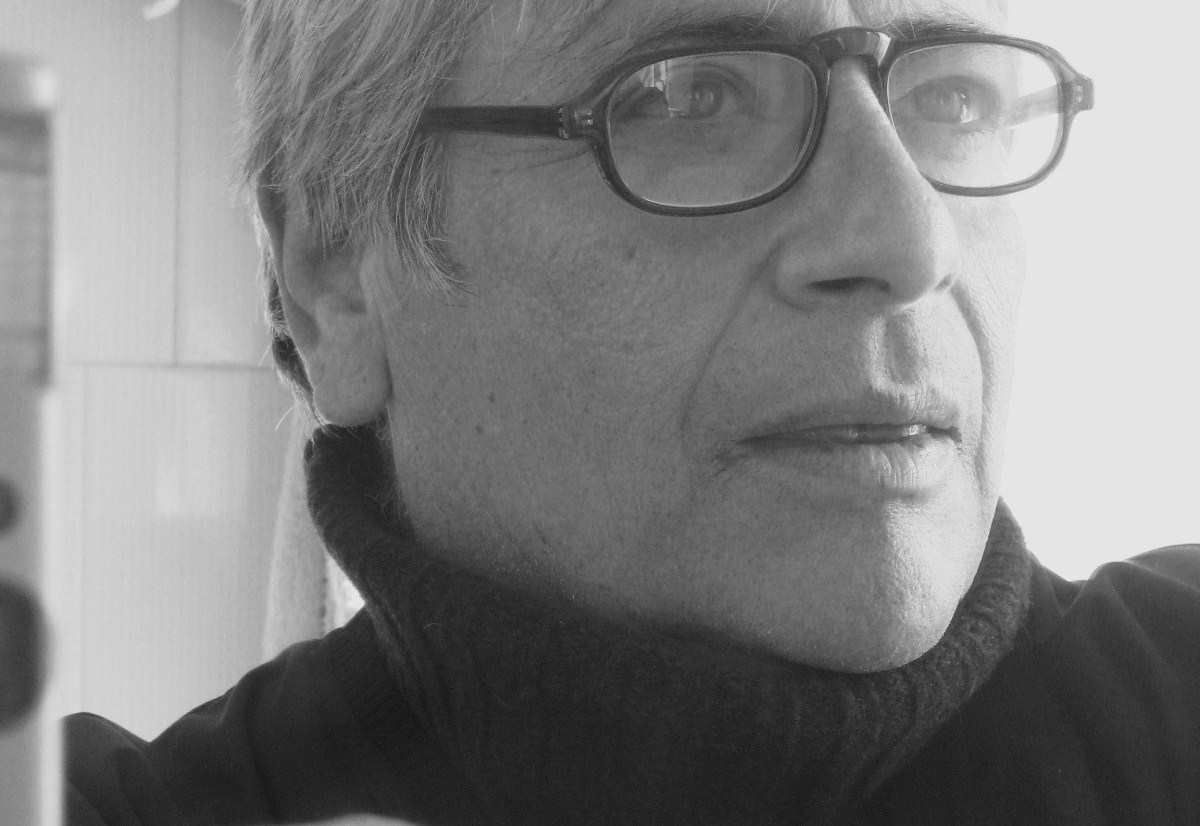
Mafonso

Marino Alfonso, bekannt als Mafonso (* 12. November 1948 in Frattaminore bei Neapel; † 6. November 2019 in Caserta), war ein italienischer Maler und Bildhauer.

## Leben und Werk
Mafonso war einer der Gründer der Gruppe Cosa Mentale. Er schuf Skulpturen aus COR-TEN-Stahl in Capua (Dimore) und Gersau.
Im Jahr 2005 nahm er an den kollektiven Pittori figurativi italiani della seconda metà del xx secolo teil, an der Mole Vanvitelliana von Ancona, kuratiert von Armando Ginesi, und an der 13x17: 1000 artisti per un'indagine eccentrica sull'arte in Italia, kuratiert in Venedig durch Philippe Daverio.

## Werke in Museen
Werke von Mafonso sind zu sehen im Museo d’arte dell’Otto e del Novecento in Rende, in der Galleria d’arte moderna in Paternò, im MAGI ’900 – Museo delle eccellenze artistiche e storiche in Pieve di Cento und in der Pinacoteca Metropolitana di Bari.